# La Conjura
La Conjura fue una conspiración política ocurrida en 1906-1907 en contra del vicepresidente de Venezuela, Juan Vicente Gómez, durante la dictadura de Cipriano Castro, al encontrarse enfermo el presidente Castro y abrirse la posibilidad de una sucesión. Fue llevada a cabo por los ministros Ramón Tello Mendoza, José Rafael Revenga, Julio Torres Cárdenas, Eduardo Celis y el general Francisco Linares Alcántara, presidente del estado Aragua, quien era el favoritos de estos para suceder a Castro.
Cipriano Castro quería evitar que Gómez se volviera presidente. Gómez debió dormir en casas distintas durante este tiempo, viendo su vida amenazada. Significó una crisis política interna en el gobierno y concluyó cuando el dictador y Gómez se reconciliaron, después de que la salud del mandatario mejorara y aquel constatara que su grupo de confianza ya lo había dado por muerto.